# Orphnophanes ankarapotsyalis
Orphnophanes ankarapotsyalis là một loài bướm đêm trong họ Crambidae.